# Sanctuaire Saint-Antoine de Hawthorn
Pour les articles homonymes, voir sanctuaire Saint-Antoine.
Le sanctuaire Saint-Antoine est une église située dans un monastère capucin à Hawthorn, dans la ville de Boroondara du Grand Melbourne, en Australie, que l’Église catholique rattache à l’archidiocèse de Melbourne. Il est dédié à saint Antoine de Padoue.
Il est parfois qualifié de « sanctuaire national », par exemple sur l’entête de son ancien site web, mais il semble que ce soit simplement car il était un monastère important pour l’implantation des Capucins en Australie, et rien ne vient confirmer qu’il ait été déclaré officiellement sanctuaire national par la Conférence des évêques catholiques australiens.

## Historique
Le monastère est un projet du frère capucin italien Boniface Zurli, qu’il a pu réaliser dans les années 1960. Certaines peintures sont d’un artiste hongrois installé localement, Bela de Valentin.